# Дронь, Анатолий Андреевич
Анатолий Андреевич Дронь (укр. Анатолій Андрійович Дронь; род. 18 марта 1945, пос. Седнев, Черниговский район, Черниговская область, Украинская ССР) — украинский государственный деятель, депутат Верховной рады Украины I созыва (1990—1994) и II созыва (1994—1998), Чрезвычайный и Полномочный Посол в Белоруссии (1998—2003), первый заместитель министра иностранных дел Украины (2003—2005).

## Биография
Родился 18 марта 1945 года в посёлке Седнев Черниговского района Черниговской области Украинской ССР.
С 1963 по 1964 год работал бетонщиком домостроительного комбината № 1 г. Киева, с 1964 по 1967 год проходил службу в  Советской армии. После возвращения из армии окончил факультет гражданского строительства Киевского инженерно-строительного института в 1972 году. С 1973 по 1976 год был заместителем председателя исполнительного комитета Дарницкого районного совета г. Киева, с 1976 по 1987 год работал инструктором, затем заведующим сектором городского хозяйства в аппарате ЦК КПУ.
С 1986 года принимал участие в ликвидации последствий аварии на Чернобыльской АЭС.
С 1988 года являлся заместителем министра жилищно-коммунального хозяйства Украинской ССР.
В 1990 году в ходе первых альтернативных парламентских выборов в Украинской ССР был выдвинут кандидатом в народные депутаты, 4 марта 1990 года в первом туре был избран народным депутатом Верховного совета Украинской ССР XII созыва (в дальнейшем — Верховной рады Украины I созыва) от Репкинского избирательного округа № 449 Черниговской области, набрал 54,24 % голосов. В парламенте являлся заместителем Председателя комиссии Украины по вопросам строительства архитектуры и жилищно-коммунального хозяйства. Одновременно с июня 1991 по декабрь 1994 года занимал должность председателя государственного комитета Украины по жилищно-коммунальному хозяйству.
На парламентских выборах 1994 года был избран народным депутатом Верховной рады Украины II созыва, набрав во втором туре выборов 50,45 % голосов среди 6 кандидатов.
В 1997 году защитил диссертацию на звание кандидата экономических наук, тема кандидатской диссертации — «Рынок жилья в Украине: формирование, специфика и перспективы развития».
С 3 января 1998 по 18 июня 2003 года был Чрезвычайным и Полномочным Послом Украины в Белоруссии, с 15 июля 2003 по 16 июня 2005 года занимал должность первого заместителя министра иностранных дел Украины по связям с Верховной радой Украины.
С февраля 2007 года занимал должность заместителя Председателя исполкома – Исполнительного секретаря  исполнительного комитета СНГ .
В 2014 году подал в отставку.
Награждён орденами «Знак почёта» (1971), «За заслуги» III (1997) и II степени (2007), медалями.
Женат, имеет дочь.